# Opisthocomus hoazin
El hoacin (Opisthocomus hoazin), también conocido como hoatzin, chenchena (en los Llanos), pava serere (en Bolivia), shansho (en Perú), guacharaca de agua (en Venezuela) o pava hedionda (en Colombia), es una especie de ave opistocomiforme, único representante del género Opisthocomus, del griego clasico ὄπισθεν (ópisthen), "detras", y κόμη (kómē), "cabello", y de la familia Opisthocomidae. No se conocen subespecies.
Es un ave tropical peculiar que habita en las zonas pantanosas que envuelven los ríos Amazonas y Orinoco, en América del Sur.

## Taxonomía
Se ha debatido mucho sobre su relación con otras especies de aves. Se le ha dado una familia propia, Opisthocomidae, y ha estado previamente incluido dentro del orden de los Galliformes o de los Gruiformes, a causa de su parecido con el agami. Charles Sibley lo consideró más parecido a los cucos, cosa que lleva a más controversia debido a que los cucos tienen patas zigodáctilas (dos dedos hacia delante y dos hacia atrás), mientras que las del hoacin son anisodáctilas (tres dedos hacia delante y uno hacia atrás).

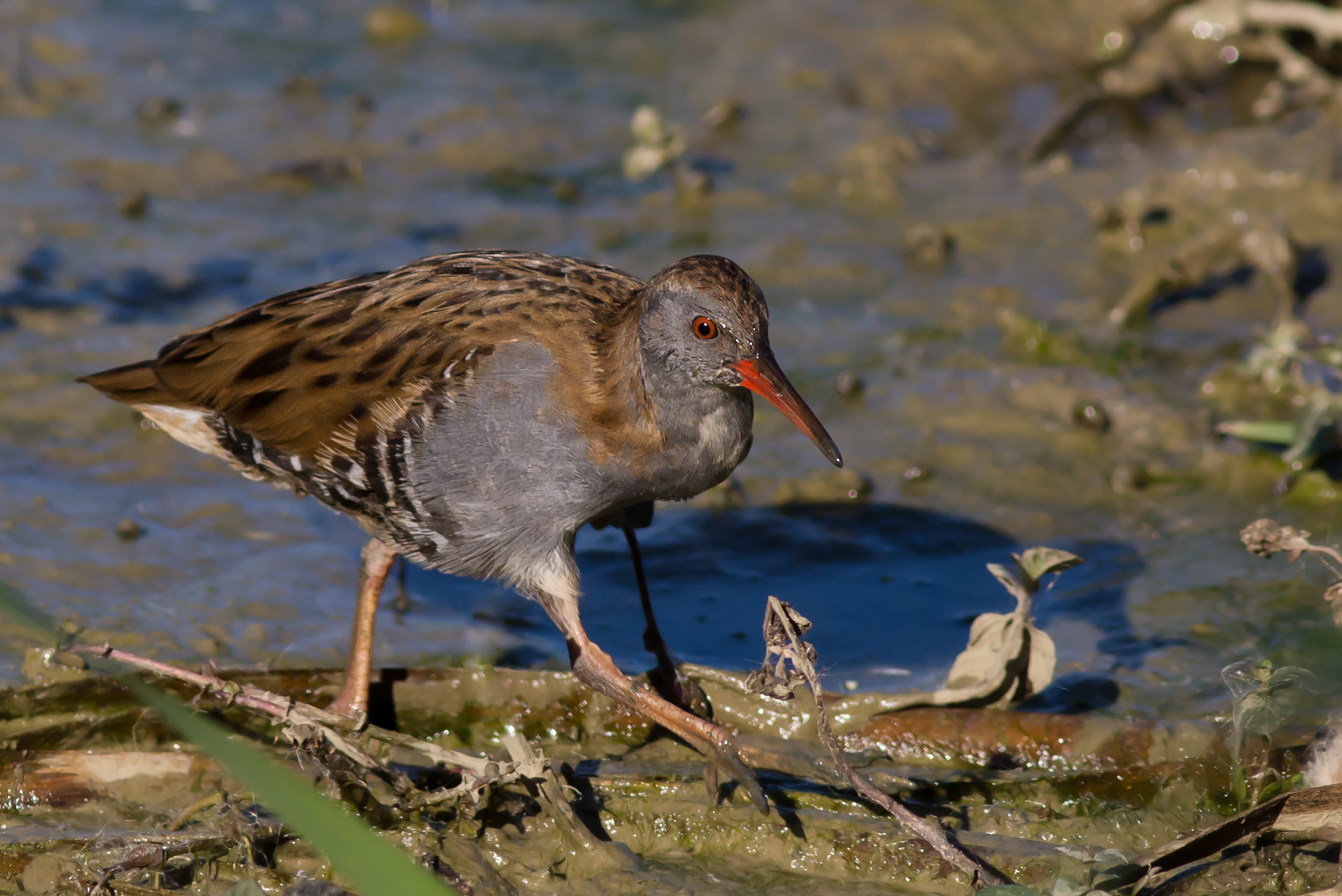
Los Gruiformes como el rascón europeo (Rallus aquaticus) junto a los Charadriiformes forman el clado Gruimorphae y serían el taxón hermano del linaje del hoacin.

El nombre genérico Opisthocomus proviene del griego antiguo ὄπισθοκομος ópisthokomos derivado de ὄπισθε ópisthe (ὄπισθεν ópisthen antes de una consonante) "detrás" y κόμη kómē "cabello", que en conjunto significa "pelo largo detrás" en referencia al gran tamaño de su cresta.
El hoacin fue descrito originalmente en 1776 por el zoólogo alemán Statius Müller. Se ha debatido mucho sobre las relaciones del hoacin con otras aves. Debido a su distinción, se le ha asignado su propia familia, Opisthocomidae, y su propio suborden, Opisthocomi. En varias ocasiones, se ha aliado con taxones como el tinamú, los galliformes (aves de caza), los raíles, las avutardas, las seriemas, las gangas, las palomas, los turacos y otros cuculiformes, y los pájaros ratón.
Los análisis cladísticos han dado resultados diversos en cuanto a las relaciones de parentesco del hoacín, pero un estudio de secuenciación del genoma completo publicado en 2014 sitúa al hoacin como el taxón hermano de un clado compuesto por Gruiformes (grullas) y Charadriiformes (chorlitos). Esta posición filogenética fue refrendada por Josefin Stiller y colaboradores en el año 2024.
En 2015, una investigación genética indicó que el hoacin es el último miembro superviviente de una línea de aves que se separó en su propia dirección hace 64 millones de años, poco después del evento de extinción que acabó con los dinosaurios no aviares.

## Descripción
Tiene las dimensiones de un faisán, pero es mucho más esbelto, con el cuello y la cola más larga y tiene la cabeza pequeña. Tiene una capacidad de vuelo limitada.  La cara es desnuda, con un color azul brillante y un iris rojo; la cabeza está adornada con una cresta erguida, desaliñada, en forma de abanico. El color de la cresta, de la parte anterior del cuello y del pecho es ante-canela; el resto de la parte dorsal es castaño. La parte dorsal del cuerpo es casi toda pardo-oliva bronceado. Tiene una cola algo larga, que despliega al volar, de color pardo oscuro con anchas puntas ante-canela.
Por su forma, el hoacin guarda un gran parecido con las aves de la familia Cracidae (hocos, paujiles, guacharacas o chachalacas), como indica su nombre local guacharaca de agua. Es un ave bastante grande y pesada, que mide de 62 a 70 cm de longitud y pesa de 700 a 900 g, y se caracteriza por una cabeza pequeña, cuello largo y cola larga. Las partes superiores son de color bronce, con una raya crema que recorre la nuca y la parte delantera de la espalda. La garganta y el pecho son de color beige, y hacia la base de la cola el color de la parte inferior cambia gradualmente a marrón castaño. Las coberteras alares son marrones con un fleco blanco y rayas blancas. La cola también es marrón oscura; suele presentar una banda terminal de color crema, pero puede perderse debido al desgaste de las plumas de la cola con la edad.
En la cara, el ojo rojo está rodeado a ambos lados por piel azul desnuda. Llama la atención un bonete de 4 a 8 cm de longitud, que suele estar erecto. Este bonete es ligeramente más grande en los machos que en las hembras, lo que constituye la única diferencia visible externamente entre los sexos. En el campo, sin embargo, este mínimo dimorfismo sexual no es útil para la identificación.
El pico es negro, fuerte y corto y se asemeja al pico de una gallina. Las patas también son negras. Aunque éstas son fuertes y están completamente desarrolladas, las aves apenas las utilizan para la locomoción. La mayoría de las veces se arrastran y se impulsan hacia adelante a través de las ramas de una manera torpe que es muy inusual para las aves. El pie es anisodáctilo, como en las aves gallináceas: Un dedo apunta hacia atrás y tres hacia delante. Aunque los pies pueden abrazarse a una rama y llevar al pájaro, lo más frecuente es que los hoacin se tumben en las ramas para que el peso recaiga sobre el pecho. Aquí se forma con el tiempo un callo córneo.

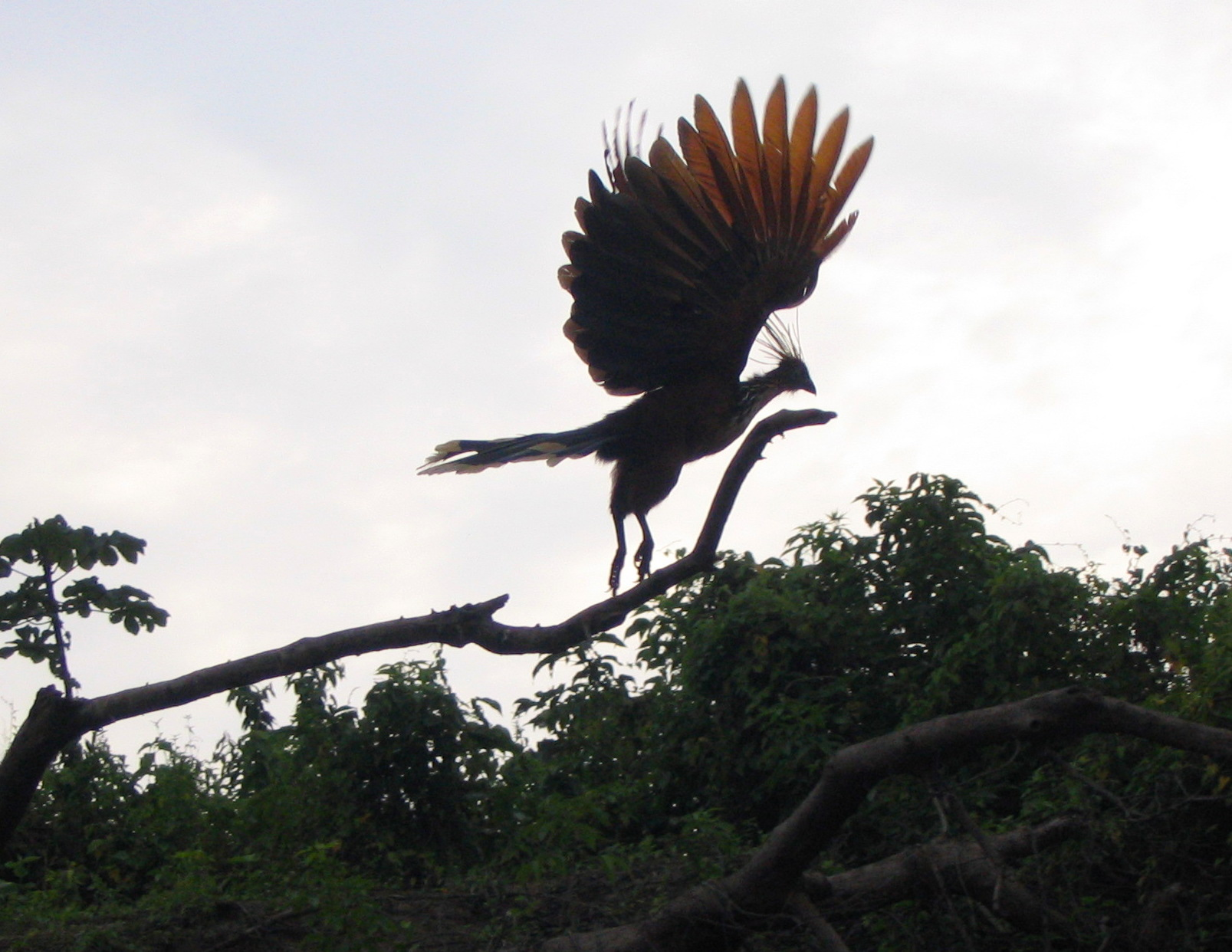
El hoacin sólo es capaz de realizar vuelos cortos debido a su débil musculatura de vuelo.

Debido a que la musculatura de vuelo está muy reducida, el hoacin sólo puede volar de forma limitada. Da preferencia al planeo, a veces acompañado de potentes batidos de alas. De esta forma, se puede cubrir una distancia máxima de 350 m, pero normalmente las distancias son mucho más cortas. Por lo general, sólo las aves jóvenes tienen garras en las alas, pero a veces éstas permanecen en las aves adultas (véase sección sobre Reproducción).
La parte más conspicua de su anatomía es el intestino anterior enormemente agrandado. La digestión del hoacin no tiene lugar en el estómago, sino en el buche y en la parte inferior del esófago. Esta zona es tan voluminosa que supera en tamaño al estómago en un factor de cincuenta. Un intestino anterior lleno puede suponer el 25 % del peso de un hoacin. La digestión en el intestino anterior es una característica única entre las aves, que recuerda a la de los rumiantes entre los mamíferos. El agrandamiento del intestino anterior va acompañado de un esternón muy reducido, un desplazamiento hacia delante del centro de gravedad y la atrofia de los músculos de vuelo.
La denominación "ave olorosa" hace referencia al olor que se dice que tiene el ave. En Guyana, el hoacin es conocido como faisán apestoso. Se dice que el olor recuerda al estiércol fresco de vaca y se cree que se debe a los procesos digestivos. Sin embargo, en otras regiones de Sudamérica -por ejemplo en Venezuela- los pájaros no huelen especialmente fuerte. Presumiblemente, el olor propio del hoacin depende del tipo de alimento digerido.
Las llamadas de contacto del hoacin son gruñidos repetidos de tres a diez veces. Además, emiten un rruuh gutural que recuerda al de las palomas. Cuando defiende el territorio contra intrusos del mismo o de otro tipo, un hoacin emite sonidos sibilantes.

## Comportamiento

### Alimentación
El hoacin es un folívoro - come las hojas (y en menor medida frutos y flores) de las plantas que crecen en los hábitats pantanosos y ribereños donde vive. Se arrastra torpemente por las ramas y, al ser bastante manso (aunque se estresa con las visitas frecuentes), a menudo permite que se le acerque y es reacio a enjuagarse. El hoacin utiliza una protuberancia coriácea en la parte inferior del buche para ayudarse a mantener el equilibrio sobre las ramas. Antes se pensaba que la especie sólo podía comer las hojas de arums y mangroves, pero ahora se sabe que la especie consume las hojas de más de cincuenta especies. Un estudio llevado a cabo en Venezuela descubrió que la dieta del hoacin consistía en un 82 % de hojas, un 10 % de flores y un 8 % de fruta. Cualquier alimentación de insectos u otra materia animal es puramente accidental.
Una de las muchas peculiaridades de esta especie es que tiene un sistema digestivo único entre las aves. Los hoacines utilizan la fermentación bacteriana en la parte anterior del buche para descomponer el material vegetal que consumen, de forma parecida a como lo hacen el ganado y otros rumiantes. Sin embargo, a diferencia de los rumiantes, que poseen el rumen (un estómago especializado para la fermentación bacteriana), el hoacin tiene un cultivo inusualmente grande, plegado en dos cámaras, y un esófago inferior grande y con varias cámaras. La cámara estomacal y la molleja son mucho más pequeñas que en otras aves. El buche del hoacin es tan grande que desplaza los músculos de vuelo y la quilla del esternón, en detrimento de su capacidad de vuelo. Debido a los compuestos aromáticos de las hojas que consumen y a la fermentación bacteriana, por ello el ave tiene un olor desagradable, parecido al del estiércol y sólo es cazado por los seres humanos como alimento en tiempos de extrema necesidad. Se piensa que este olor le ha ayudado a sobrevivir durante millones de años y es considerado por muchos como un fósil viviente.

### Reproducción
Durante la época de cría, que cae en los meses más lluviosos, los grandes grupos de hoacines se disgregan. Ahora se reúnen grupos más pequeños de dos a ocho aves. Estos son la pareja reproductora propiamente dicha, que puede contar con el apoyo de sus crías de nidadas anteriores (ayuda de cría). En el 45 % de los casos una pareja no tiene ayudantes, en el resto los ayudantes subadultos participan en la defensa del territorio, la construcción del nido, la cría y la alimentación. Las nidadas que cuentan con estos ayudantes tienen mucho más éxito que las demás. El 90 % de las aves de un año permanecen con los padres al año siguiente para acompañar a la nidada. Pero a veces también permanecen aves de más edad, por ejemplo el 20 % de las de cuatro años y el 10 % de las de cinco. Los machos jóvenes permanecen especialmente mucho tiempo, mientras que las hembras nunca permanecen en presencia de sus padres más allá de los tres años.
Los territorios son muy pequeños. Se extienden una media de 40 m a lo largo de la orilla de un río y se defienden hasta 75 m tierra adentro. La defensa corre a cargo principalmente de los machos. Durante las peleas en los límites territoriales, saltan el uno hacia el otro con las alas desplegadas, se picotean y vuelven a caer en las ramas peleando.
El nido siempre se construye por encima del agua para que las crías puedan saltar directamente del nido al agua. Se encuentra entre 2 y 5 m por encima de la superficie y está formado por ramas sueltas apiladas unas sobre otras. La anchura del nido es de 30 a 45 cm. La nidada consta de dos a cuatro huevos. Son blancos con manchas marrón rojizas y tienen un tamaño medio de 4,7 × 3,3 cm. Se incuban durante unos 30 días. Las crías son ciegas y están casi desnudas cuando nacen. Los ojos se abren al cabo de un día, y a los diez días las crías están cubiertas de un denso pelaje de plumón marrón oscuro. La alimentación pobre en nutrientes provoca un crecimiento extremadamente lento. Así, las plumas de las alas no se desarrollan hasta los 25 días de vida.

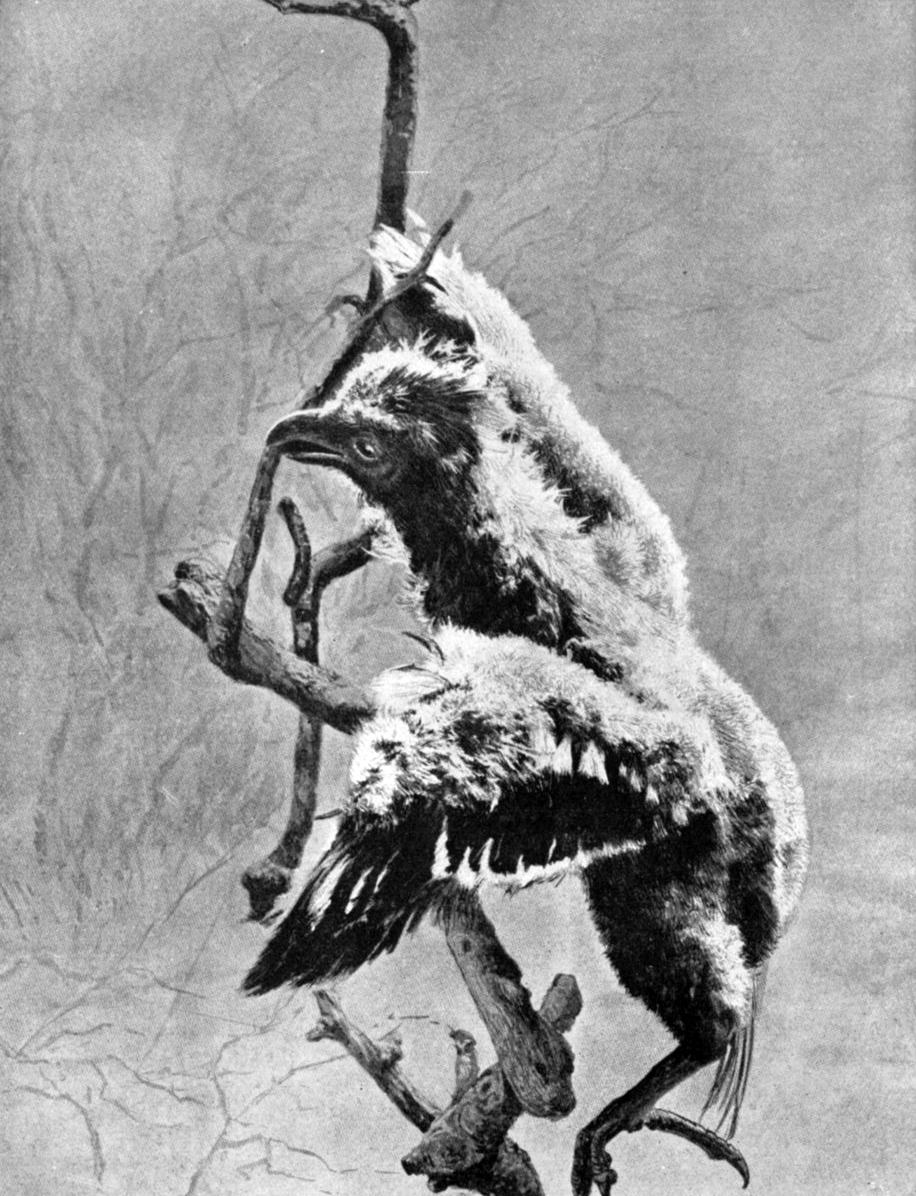
Dibujo de un joven hoacin en plumaje de plumón; se ven las garras de las alas.

En caso de peligro grave, las crías pueden abandonar el nido a partir del tercer día de vida. Por regla general, este momento es más tardío. Si no hay ningún motivo relacionado con el peligro para abandonar el nido, la cría abandonará el nido al cabo de dos o tres semanas como máximo. A veces, los padres le ayudan con un empujón.

### Cría

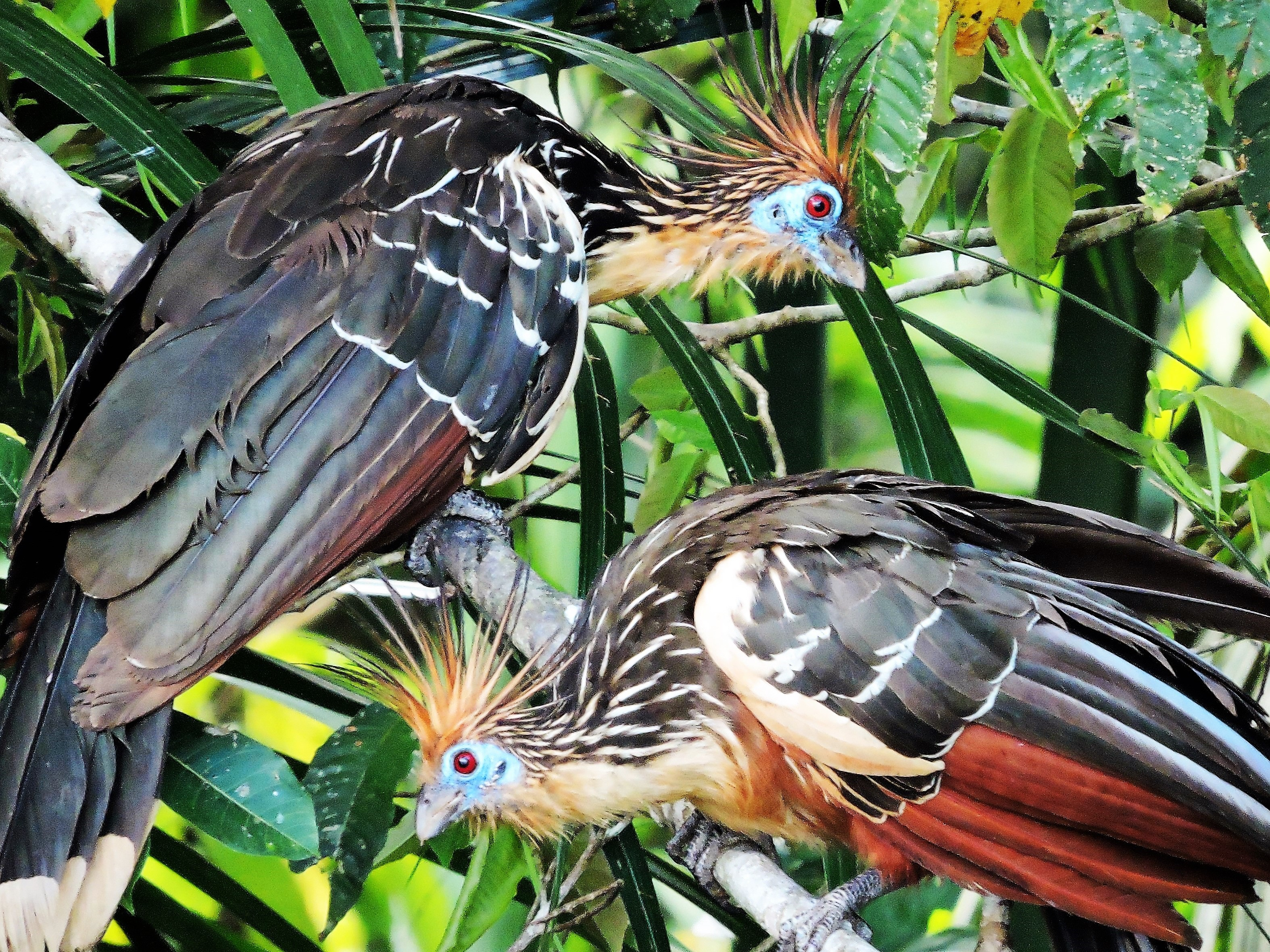
Pareja de hoacines (Ophistocomus hoazin).

Los hoacin se reproducen durante la estación lluviosa, cuyo momento exacto varía en su área de distribución. Los hoacin son gregarios y anidan en pequeñas colonias, poniendo dos o tres huevos en un nido de palos en un árbol que cuelga sobre el agua en los bosques inundados estacionalmente. Los polluelos, que se alimentan de comida fermentada regurgitada, tienen otra característica extraña: poseen dos garras en cada ala.  Inmediatamente después de nacer, pueden utilizar estas garras, y sus patas de gran tamaño, para desplazarse por las ramas de los árboles sin caer al agua. Cuando los depredadores, como el gran halcón negro, atacan una colonia de hoacin, los adultos vuelan ruidosamente intentando desviar la atención del depredador, mientras que los pollos se alejan del nido y se esconden entre los matorrales.  Sin embargo, si son descubiertos, se tiran al agua y nadan bajo la superficie para escapar, y después utilizan sus alas con garras para volver a la seguridad del nido. Esto ha llevado inevitablemente a comparaciones con el ave fósil Archaeopteryx, pero la característica es más bien una autapomorfía, posiblemente causada por un atavismo hacia las garras de los dedos de los dinosaurios, cuya genética del desarrollo ("cianotipo") presumiblemente se encuentra todavía en el genoma aviar. Dado que el Archaeopteryx tenía tres garras funcionales en cada ala, algunos sistemáticos anteriores especularon que el hoacin descendía de él, porque los hoacines polluelos tienen dos garras funcionales en cada ala. Los investigadores modernos, sin embargo, la hipótesis de que las garras del hoacin joven son de origen más reciente, y puede ser una adaptación secundaria de su frecuente necesidad de abandonar el nido y trepar por las vides y los árboles densos mucho antes de que pueda volar.

### Vocalizaciones
Se trata de una especie muy ruidosa, con una gran variedad de sonidos y reclamos, uno de los cuales suele describirse como similar a los resoplidos de un fumador empedernido.

## Los humanos y el hoacin
En algunas regiones de Sudamérica, los pueblos indígenas han comido los huevos y la carne del hoacin y han utilizado sus plumas como joyas. En otras zonas, sin embargo, el ave se considera incomestible por su hedor.
La mayor amenaza para el hoacin no procede de la caza, sino de la destrucción de las selvas tropicales. Debido a su limitada movilidad, el hoacin ni siquiera puede retirarse a zonas vecinas vírgenes si se destruye su hábitat. El hoacin es muy sensible a cualquier perturbación. Incluso un turismo moderado en la zona de cría garantiza un éxito reproductivo limitado. Sin embargo, como el área de distribución del hoacin es muy amplia, todavía no se considera en peligro de extinción en general.
Los hoacin casi nunca se mantienen en zoológicos. El Zoo del Bronx de Nueva York tuvo hoacines a su cuidado durante unos años, pero no se reprodujeron.
Está incorporado al escudo de Guyana como ave nacional.